# Агнесса
Агне́сса, Агне́са — женское личное имя. Имеет происхождение либо из др.-греч. ἁγνός — «чистая», «непорочная», «невинная», либо от лат. agnus «агнец, ягнёнок».
В дохристианское время греческая форма имени — др.-греч. Ἁγνή была эпитетом древнегреческих богинь Артемиды, Деметры, Персефоны.
Предполагается, что латинский вариант имени происходит из греческого. Популярность в XIX веке имя получило из-за поэмы Дж. Китса «Канун Святой Агнессы».
Варианты написания имени: Агнеса, Агния, Агнес; Агнешка (польск.). Испанский вариант того же имени: Инес (Инесса) в дальнейшем в некоторых странах стали восприниматься, как самостоятельные имена. 

## Известные носительницы

### Святая Агнесса
- Агнесса Ассизская (ок. 1197—1253) — младшая сестра Клары Ассизской, одна из первых спутниц Святого Франциска.
- Агнесса Римская — раннехристианская мученица.
- Агнесса Чешская — чешская святая, клариссинка.
- Агнесса из Монтепульчано — итальянская святая, доминиканка.
- Агнесса из Пуатье (VI век) — спутница Радегунды, настоятельница монастыря в Пуатье.

### Другие носительницы

#### Агнеса, Агнесса
- Агнеса Австрийская (1281—1364) — дочь германского короля Альбрехта I, жена Андраша III, короля Венгрии.
- Агнесса Аквитанская:[править]  -  Агнесса Бургундская (ок. 995 — 1068) — герцогиня Аквитании (жена Гийома V) и графиня Анжу (жена Жоффруа II Мартела).
  -  Агнеса де Пуатье (ок. 1025 — 1077) — дочь герцога Гийома V Аквитанского, императрица Священной Римской империи.
  -  Агнесса (ум. не ранее 1063) — предположительно, дочь герцога Гильома VI или Гильома VII Аквитанского; жена короля Рамиро I Арагонского.
  -  Агнесса Аквитанская (ум. 1078) — дочь герцога Гийома VIII Аквитанского, жена короля Альфонсо VI Леонского и Кастильского.
  -  Агнесса Аквитанская (1072—1097) — дочь герцога Гийома VIII Аквитанского, жена короля Педро I Арагонского и Наваррского.
  -  Агнесса Аквитанская (ок. 1105 — ок. 1159) — дочь герцога Гийома IX Аквитанского, жена короля Рамиро II Арагонского.
- Агнесса Антиохийская (1153—1184) — антиохийская княжна, происходящая из рода Готвилей и дома Де Шатийон.
- Агнесса Ангальт-Дессауская (1824—1897) — принцесса Ангальт-Дессауская, в замужестве герцогиня Саксен-Альтенбургская.
- Агнесса Бургундская:[править]  -  Агнесса Бургундская (ок. 995 — 1068) — дочь герцога Бургундского Иоанна Бесстрашного, жена Карла I де Бурбона.
  -  Агнесса Бургундская (1407—1476) — дочь графа Бургундского Отто Гильома, жена Гильома V Аквитанского и Жоффруа II Анжуйского.
- Агнесса Вюртембергская (1835—1886) — герцогиня Вюртембергского дома, супруга князя Генриха XIV.
- Агнесса Гессен-Кассельская (1606—1650) — принцесса Гессен-Кассельская, в замужестве княгиня Ангальт-Дессауская.
- Агнесса Лоонская (ок. 1150—1191) — супруга пфальцграфа, а затем герцога Баварии Оттона I Виттельсбаха, герцогиня Баварии.
- Агнесса Меранская (ок. 1175—1201) — королева Франции.
- Агнесса Французская (ок. 1260—1327) — младшая дочь Людовика IX и Маргариты Прованской.

#### Агнешка
- Агнешка Болеславовна (1137—1182) — дочь польского князя Болеслава Кривоустого, жена князя Мстислава Изяславича.

#### Агния
- Агния (Толстая) (1793—1886) — игуменья Осташковского Знаменского монастыря.
- Агния (род. 1978) — российская певица.
- Агния Львовна Барто (1901—1981) — советская поэтесса.